# Angyal András (versenytáncos)
Angyal András (Budapest, 1982. február 24. –) magyar versenytáncos.

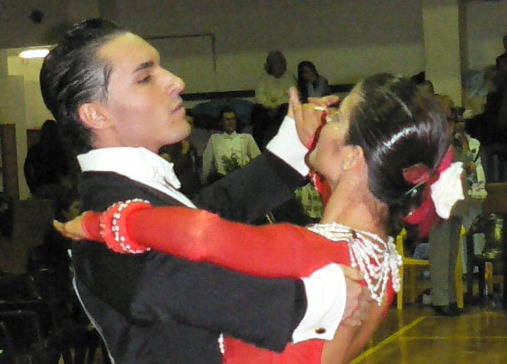
Táncversenyen Südi Iringóval

## Élete
1994 óta foglalkozik versenytánccal. Keleti Andrea tánciskolájában kezdett el tanulni, majd 1995-ben volt az első versenye Telek Szilviával, aki utána még 7 évig (2002) volt társa a parketton. Számos országos bajnokságot, Budapest bajnokságot megnyert együtt a páros. 1999-ben elnyerték a Magyar Köztársasági Kupát, ami a magyar ranglistavezető pozíciójuk után járt.
Angyal a Magyar Táncművészeti Főiskolára 2000-ben sikeres felvételi után került be. 2001-ben a Tíztánc Magyar Bajnokságon második helyezést értek el, és a Standard Magyar Bajnokságon pedig harmadikok voltak. Ez az év partnerváltást is hozott András számára, s egy rövid ideig Váradi Martina lett a párja. Ez a felállás azonban nem volt hosszú életű, de a táncos ez idő alatt ismerkedett meg a modern táncokkal (art jazz) és a balettel.
2002-2004 között Németországban, Berlinben élt, ahol a táncvilág világszínvonalú edzőitől, tanáraitól tanulhatott. Ebben az időben is magyar színekben indult a hazai ranglistákon és bajnokságokon. Edzői Franco Formica és Janet Marmulla voltak, párja pedig Goldberg Emília.
Mikor hazatért, 2004-ben Südi Iringóval folytatta a táncot. Vele számos hazai ranglista versenyen és kupán indultak el. Ezek mellett nemzetközi versenyeken is döntős eredményeket ért el a páros.
Angyal Südi Iringó után új párt keresett, jelenleg egy orosz lánnyal táncol.

## Televíziós szereplés
2006 májusában bekerült a Szombat esti láz első szériájába, ahol Ábrahám Edit színésznő párja volt, a műsor második sorozatában Farkasházi Réka színésznőt tanította táncolni. A 2008-as évadban Udvaros Dorottya partnere volt. Öt év után, 2013-ban Bálint Antónia táncpartnere. 2014-es szériában Szinetár Dóra oldalán táncolt.